# Bencsik Imre
Bencsik Imre (Győr, 1924. január 14. – Budapest, 1993. május 6.) író, forgatókönyvíró, dramaturg.

## Életpályája
1948–1953 között a Mafilmnél, 1957–1958 között a Budapest Filmstúdiónál dolgozott mint filmdramaturg. 1953–1980 között a Vidám Színpadon dolgozott. 1958–1960 között a Magyar Televízió munkatársa volt.

## Munkássága
Két drámai hangvételű alkotástól eltekintve főképpen vígjátéki témákat dolgozott fel. Legsikeresebb munkája a derűs hangulatú Két emelet boldogság, amelyet Herskó János számára írt. Munkatársa volt többek közt Beczássy Judit, Szász Péter, Popper Imre, Kolozsvári Andor, Varasdy Dezső, Fedor Ágnes, Kovács Nándor, Borhy Anna, Tardos Péter és Zsurzs Éva.

## Színházi munkái
A Színházi Adattárban regisztrált bemutatóinak száma: 15.
- Pesti tüskék (1953)
- Egyebek és emberek (1958)
- Pest az Pest (1959)
- Vidám kínpad (1962)
- Bohózat-album (1962)
- Egy fiúnak négy mamája (1970)
- Kutyakomédia (1975)
- Él még a kabaré?! (1975)
- Lehetünk őszinték? (1976)
- Kölcsönlakás (1977, 1995, 2005)
- Ide figyeljenek, emberek! (1980)
- Pillanatnyi pénzzavar (1987)
- Úriember, jó kriptából (1990)

## Filmjei
- Egy asszony elindul (1948)
- Civil a pályán (1952)
- Böske (1955)
- Gerolsteini kaland (1957)
- Láz (1957)
- Nehéz kesztyűk (1957)
- Razzia (1958, Nagy Lajos nyomán)
- Játék a szerelemmel (1959)
- Két emelet boldogság (1960)
- Nagymama (1964)
- Özvegy menyasszonyok (1964)
- Kár a benzinért (1964)
- A pénzcsináló (1964, Tolnai Lajos nyomán)
- Én, Strasznov Ignác, a szélhámos I.-II. (1966)
- Veszedelmes labdacsok (1966)
- A koppányi aga testamentuma (1967, Fekete István nyomán)
- Hazai pálya (1968)
- A Hamis Izabella (1968)
- Az írnokok kálváriája (1969)
- A törökfejes kopja (1973)
- Asszony a viharban (1974)
- Százéves asszony (1976)
- Kutyakomédia (1982)

## Díjai
- Szocialista Kultúráért (1984)